# Natwarlal
Natwarlal (नटवरलाल / Mithilesh Kumar Srivastava, 1912 - 25 de julio de 2009) fue un estafador indio conocido por sus crímenes de alto perfil y sus fugas de prisión, incluido el haber "vendido" supuestamente repetidamente el Taj Mahal, el Fuerte Rojo, el Rashtrapati Bhavan y el Parlamento de la India.

## Comienzos
Natwarlal nació Mithilesh Kumar Srivastava en el pueblo de Bangra en el distrito de Siwan de Bihar. Era el mayor de dos hermanos. Su padre era jefe de estación.
Natwarlal descubrió por primera vez su habilidad para falsificar después de que un vecino lo envió a depositar sus cheques. Al darse cuenta de que podía falsificar fácilmente la firma de su vecino, logró retirar 1000 rupias de la cuenta de su vecino antes de darse cuenta. Al huir a Calcuta, Natwarlal se matriculó como estudiante para obtener una licenciatura en comercio mientras trabajaba como corredor de bolsa ocasional. También trató de establecer un negocio de telas, pero fracasó.
Se dice que su casa en Bangra fue demolida por los británicos, aunque la tierra todavía pertenece a su familia.

## Carrera
Como el padre de Natwarlal era jefe de estación, conocía información sobre la industria del transporte de mercancías por ferrocarril en la India. Asimismo, su licenciatura en comercio y su paso como corredor de bolsa le dieron un conocimiento de las reglas bancarias. Su habilidad para falsificar documentos y firmas lo ayudó a llevar a cabo con éxito las estafas.
Después de su primer arresto en 1937 por robar nueve toneladas de hierro, Natwarlal cambió temporalmente de táctica. Según la policía, visitaba regularmente a las prostitutas, les daba licor contaminado, robaba sus joyas y dinero y escapaba. Sin embargo, Natwarlal pronto consideró que esta táctica era demasiado peligrosa y volvió a estafar.
Se dice que Natwarlal engañó a cientos de dueños de tiendas, joyeros, banqueros y extranjeros por miles de rupias, usando más de cincuenta alias para disfrazarse. A menudo usaba ideas novedosas para engañar a la gente, como un caso en la década de 1950 en el que estafó al Banco Nacional de Punjab con 6,5 lakhs de rupias en una estafa que involucraba transporte ferroviario y bolsas de arroz. También fue experto en falsificar firmas de personalidades famosas. Se dice que supuestamente engañó a varios industriales, incluidos los Tatas, los Birlas y Dhirubhai Ambani, y les quitó enormes sumas de dinero. Una leyenda dice que Natwarlal "vendió" la Casa del Parlamento a un extranjero; incluidos en la compra estaban los propios miembros del parlamento. A veces se hacía pasar por trabajadores sociales o personas necesitadas, aunque también se hacía pasar por gerentes comerciales y oficiales de compras. A menudo pagaba a sus víctimas con cheques falsos y giros a la vista.
Según los informes, Natwarlal era una figura parecida a Robin Hood en Bangra, su pueblo natal. Se dice que dio sus ganancias a los menos afortunados. Las historias de sus estafas, que tendían a ser no violentas y solo estaban dirigidas a los ricos y acaudalados, lo hicieron muy popular. Según un residente de la ciudad de Siwan, la presencia de Natwartal atraía a grandes multitudes cada vez que visitaba. En un caso reportado, Natwarlal fue a Bangra para organizar una gran fiesta para todos en el pueblo usando su botín. Durante la fiesta, le dio 100 rupias a cada aldeano pobre antes de desaparecer.
Los crímenes de alto perfil de Natwarlal a menudo le dieron sentencias importantes, y su tiempo en la cárcel alcanzó números cada vez más altos. Solo en Bihar, Natwarlal enfrentó cargos por 14 casos de falsificación y fue sentenciado a 113 años de prisión. Natwarlal fue arrestado nueve o diez veces, pero la mayoría de estas veces pudo escapar. Sus fugas a menudo eran muy astutas: por ejemplo, en 1957, Natwarlal escapó de la cárcel de Kanpur vistiendo un uniforme de policía de contrabando, sobornando a los guardias de su celda con una maleta llena de dinero y luego saliendo por la puerta principal, pasando guardias que lo saludaron. La maleta en realidad contenía periódicos. Debido a sus repetidas fugas, se cree que solo pasó 20 años en prisión a lo largo de su vida.
La última vez que Natwarlal fue arrestado fue en 1996 a la edad de 84 años. A pesar de su avanzada edad y el uso de una silla de ruedas, logró escapar nuevamente y las autoridades lo vieron por última vez el 24 de junio de 1996 mientras lo transportaban de la prisión a un hospital para tratamiento. Desapareció en la estación de tren de Nueva Delhi mientras lo llevaban al AIIMS con escolta policial desde la cárcel de Kanpur para recibir tratamiento, después de lo cual nunca más se lo volvió a ver.

## Muerte
En 2009, el abogado de Natwarlal solicitó que se retiraran más de 100 cargos pendientes contra él, alegando que murió el 25 de julio de 2009. Sin embargo, el hermano de Natwarlal afirmó posteriormente haberlo incinerado en 1996, año en que escapó por última vez, en Ranchi. Por esta razón, la fecha precisa de su muerte es incierta.
Tenía dos esposas. Le sobrevivió una hija.

## Legado
Natwarlal es considerado el mayor estafador de la historia de la India. En India, los estafadores que logran estafas particularmente inteligentes a menudo se llaman Natwarlal, y muchos estafadores indios dicen que se inspiraron en su carrera. Sus hazañas han sido comparadas con las de Frank Abagnale y Victor Lustig.
Se cree que muchos de sus supuestos esquemas son mitos, lo que hace que el acto de reconstruir su historia real sea muy difícil. En 1987, Arvind Jain, superintendente de policía en Varanasi, dijo sobre la carrera de Natwarlal:
"Es notablemente inteligente. No creo que fuera un pobre, como dice ser. O eso de distribuir su dinero a los pobres y no tener vicios. Necesitamos investigar más intensamente su pasado".
La gente de Bangra se enorgullece del hecho de que pertenecía a su aldea. En 2011, el pueblo planeó erigir una estatua de Natwarlal en el sitio de su antigua casa.

## En la cultura popular
Su vida ha sido novelada y adaptada al cine, mediante la película de 1979 Mr. Natwarlal y la película de 2014 Raja Natwarlal. Un programa de televisión sobre crímenes basado en la vida de Natwarlal, Jurm, fue transmitido en 2004 por Aaj Tak.